# Eduardo Espinilla
Eduardo Espinilla Soladana (Madrid, 11 giugno 1991) è un attore spagnolo.

## Biografia
Studiò interpretazione presso la scuola Orson The Kid. Ha recitato in diverse serie televisive di diffusione nazionale. Ha partecipato alla serie El internado di grande successo televisivo, interpretando il personaggio di Miguel Pérez Fernández, nipote di Jacinta (Amparo Baró). 
Nel film Cobardes, di José Corbacho e Juan Croce, interpretò la figura di Guille, un bambino che molesta un suo compagno di scuola con insulti e botte. 
Partecipò anche ad altre serie come Hospital Central e La que se avecina di Telecinco, Cuenta atrás  di Cuatro o Cambio de Clase come Espi di Disney Channel.
Ha recitato anche in Los protegidos nel ruolo dell'amico di Lucas, Hugo Quintana. Recentemente si dedica, professionalmente, alla registrazione di cortometraggi.

## Filmografia

### Film
| Film     | Ruolo  | Anno |
| -------- | ------ | ---- |
| Cobardes | Guille | 2008 |

### Televisione
- Los protegidos
- La que se avecina
- El internado
- Hospital Central
- Cambio de clase